# Polynôme de Bernstein-Sato
En mathématiques, le polynôme de Bernstein-Sato est une construction mathématique qui facilite l'étude de certaines intégrales ou opérateurs différentiels,. Il tient son nom des mathématiciens Joseph Bernstein et Mikio Satō, qui l'ont découvert en 1971 et 1972,. Ce polynôme joue un rôle important dans l'étude des équations aux dérivées partielles et est intimement lié à la construction des D-modules. Enfin, il permet de démontrer la régularité de certaines constructions de physique quantique des champs,.

## Histoire
L'introduction des polynômes de Bernstein-Sato était initialement motivée par un problème posé par Israel Gelfand au congrès international des mathématiciens de 1954, à Amsterdam : si {\displaystyle f:\mathbb {R} ^{n}\to \mathbb {R} } est une fonction analytique réelle, alors on peut construire pour tout complexe {\displaystyle s} l'objet {\displaystyle f_{+}^{s}(x)={\boldsymbol {1}}_{f(x)>0}f(x)^{s}}. En tant que fonction, {\displaystyle f_{+}^{s}} est continue selon {\displaystyle x} et analytique en {\displaystyle s}, là où {\displaystyle s} est de partie réelle positive. Gelfand demande alors : peut-on prolonger analytiquement {\displaystyle f_{+}^{s}} à tout le plan complexe ?
C'est pour répondre à cette question que Sato a introduit le polynôme {\displaystyle b}, dont Bernstein a montré l'existence en général.
La construction a depuis été étendue à des variétés algébriques générales et plusieurs algorithmes sont connus pour déterminer les polynômes de Bernstein-Sato dans des cas d'intérêt,.

## Définition

### Filtration de Bernstein
On se place dans l'algèbre de Weyl {\displaystyle A_{n}(k)}, la sous-algèbre de {\displaystyle \operatorname {Hom} _{k}(k[x_{1},\dotsc ,x_{n}])} engendrée par {\displaystyle x_{1},\dotsc ,x_{n},\partial _{1},\dotsc ,\partial _{n}}, où {\displaystyle \partial _{i}} est la dérivation par rapport à {\displaystyle x_{i}}. On utilise la notation multi-indicielle {\displaystyle x^{\boldsymbol {\alpha }}=x_{1}^{\alpha _{1}}\cdots x_{n}^{\alpha _{n}}} et {\displaystyle \partial ^{\boldsymbol {\beta }}=\partial _{1}^{\beta _{1}}\cdots \partial _{n}^{\beta _{n}}}. Alors la famille {\displaystyle \{x^{\boldsymbol {\alpha }}\partial ^{\boldsymbol {\beta }}\}} est une base de {\displaystyle A_{n}(k)}. On définit alors la filtration de Bernstein {\displaystyle {\mathcal {F}}} par :
{\displaystyle F_{i}=\left\{\sum _{{\boldsymbol {\alpha }},{\boldsymbol {\beta }}}a_{{\boldsymbol {\alpha }},{\boldsymbol {\beta }}}x^{\boldsymbol {\alpha }}\partial ^{\boldsymbol {\beta }}\colon |{\boldsymbol {\alpha }}|+|{\boldsymbol {\beta }}|\leq i\right\}.}
L'anneau gradué associé est commutatif, et isomorphe à un anneau de polynômes sur {\displaystyle k} donc noethérien.

### Polynôme de Bernstein-Sato
Soit {\displaystyle \lambda } une indéterminée formelle, et {\displaystyle P\in k[x]} un polynôme non nul. Alors il existe un polynôme non nul {\displaystyle b\in k[\lambda ]} et un élément {\displaystyle Q(\lambda ,x,\partial )\in A_{n}(k)[\lambda ]} tels que l'égalité suivante est vérifiée : {\displaystyle b(\lambda )P^{\lambda }=Q(\lambda ,x,\partial )\cdot P^{\lambda +1}}.
L'ensemble des {\displaystyle b(\lambda )} qui satisfont cette égalité forme un idéal de {\displaystyle k[\lambda ]} ; cet idéal est principal et possède un générateur {\displaystyle b_{0}}, qui est appelé polynôme de Bernstein-Sato du polynôme {\displaystyle P}.

## Exemples
- Considérons le polynôme {\displaystyle P=x_{1}^{2}+\cdots +x_{n}^{2}} (qui correspond au calcul du carré de la norme euclidienne). On a {\displaystyle \Delta P(x)^{\lambda +1}=4(\lambda +1)(\lambda +n/2)P(x)^{\lambda }} de sorte que le polynôme de Bernstein-Sato de {\displaystyle P} est {\displaystyle (\lambda +1)(\lambda +n/2)}.
- Considérons l'intégrale {\displaystyle \Gamma _{f}(\lambda )=\int _{\mathbb {R} }x^{2\lambda }f(x)\,\mathrm {d} x}, avec {\displaystyle f} une fonction {\displaystyle C^{\infty }}qui s'annule aux infinis. En intégrant par parties, on obtient {\displaystyle (2\lambda +1)(2\lambda +2)\int x^{2\lambda }f(x)\,\mathrm {d} x=\int x^{2\lambda +1}f''(x)\,\mathrm {d} x} qui montre notamment que {\displaystyle \Gamma _{f}} est une intégrale bien définie et holomorphe (pour {\displaystyle \operatorname {Re} \lambda >0}) et qu'elle admet un prolongement méromorphe à {\displaystyle \mathbb {C} }, avec des pôles dans {\displaystyle -{\frac {1}{2}}\mathbb {N} }. On reconnaît en fait la présence du polynôme de Bernstein-Sato de {\displaystyle x^{2}} calculé précédemment : {\displaystyle (\lambda +1)(\lambda +1/2)}.
- Il s'agit d'un phénomène général : l'intégrale de l'exemple précédent, où {\displaystyle x^{2}} est remplacé par un polynôme quelconque, donne lieu à une équation fonctionnelle similaire. Elle sera donc prolongeable au plan complexe de manière méromorphe, et les pôles correspondent aux zéros du polynôme de Bernstein-Sato moins un entier.
- Soit {\displaystyle P=x_{1}^{2}+x_{2}^{3}}, alors le polynôme de Bernstein-Sato correspondant est {\displaystyle (\lambda +1)\left(\lambda +{\frac {5}{6}}\right)\left(\lambda +{\frac {7}{6}}\right)}.

## Propriétés
- Tous les polynômes de Bernstein sont scindés sur {\displaystyle \mathbb {Q} }[12].
- Le polynôme de Bernstein-Sato montre qu'un polynôme peut être inversé par une distribution tempérée, d'où on tire le théorème de Malgrange-Ehrenpreis.